# La Croix-Saint-Leufroy
 La Croix-Saint-Leufroy ist eine Ortschaft und eine ehemalige französische Gemeinde mit 1101 Einwohnern (Stand: 1. Januar 2019) im Département Eure in der Region Normandie. Sie gehörte zum Arrondissement Les Andelys und zum Kanton Gaillon.
Mit Wirkung vom 1. Januar 2016 wurden die früheren Gemeinden La Croix-Saint-Leufroy, Écardenville-sur-Eure und Fontaine-Heudebourg zu einer Commune nouvelle mit dem Namen Clef Vallée d’Eure zusammengelegt und besitzen seither in der neuen Gemeinde den Status einer Commune déléguée. Der Verwaltungssitz befindet sich im Ort La Croix-Saint-Leufroy.

## Bevölkerungsentwicklung
| Jahr      | 1962 | 1968 | 1975 | 1982 | 1990 | 1999 | 2009 | 2016 |
| Einwohner | 665  | 667  | 683  | 732  | 723  | 931  | 1078 | 1045 |

## Sehenswürdigkeiten
- Klosterruine La Croix-Saint-Leufroy (um 695 gegründet, 1751 aufgehoben)

## Persönlichkeiten
- Marcel Pagnol (1895–1974), französischer Schriftsteller; kaufte 1956 eine Mühle in La Croix-Saint-Leufroy
- Maurice Druon (1918–2009), französischer Schriftsteller; verbrachte in La Croix-Saint-Leufroy seine Kindheit